# Баевка (Липецкая область)
Баевка — деревня в Становлянском районе Липецкой области.
Входит в состав Кирилловского сельсовета.

## География
Расположена южнее села Кириллово и граничит с ним.
Через Баевку проходит просёлочная дорога; имеется одна улица: Речная.

## Население
| 2010 |
| ---- |
| 58   |